# Liste de points extrêmes de l'Azerbaïdjan

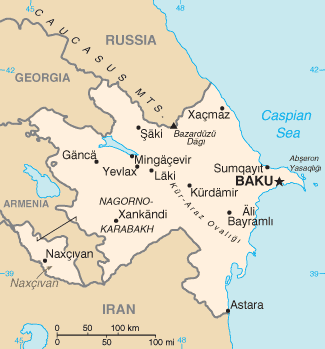
Carte de l'Azerbaïdjan

Voici une liste de points extrêmes de l'Azerbaïdjan.

## Latitude et longitude

### Azerbaïdjan
Cette section prend en compte la partie principale de l'Azerbaïdjan.
- Nord : Khachmaz (41° 54′ N, 46° 25′ E)
- Sud : près de Tangov, Astara (38° 24′ N, 48° 39′ E)
- Ouest :
  - Le point le plus à l'ouest de la zone contiguë de l'Azerbaïdjan se trouve près d'Inkinci Sixli, Qazakh (41° 18′ N, 45° 00′ E)
  - L'enclave de Yuxari Askipara, près de là, est légèrement plus à l'ouest (41° 04′ N, 45° 01′ E)
- Est : Jiloy, Bakou (40° 18′ N, 50° 33′ E)

### Nakhitchevan
Cette section prend en compte l'exclave du Nakhitchevan.
- Nord : 
  - Le point le plus au nord du Nakhitchevan se trouve près de Gunnut, Sharur (39° 46′ N, 45° 04′ E)
  - L'enclave de Karki se trouve cependant légèrement plus au nord (39° 48′ N, 44° 58′ E)
- Sud : Ordubad (38° 51′ N, 46° 09′ E)
- Ouest : Sadarak (39° 42′ N, 44° 46′ E)
- Est : Ordubad (38° 51′ N, 46° 09′ E)

## Altitude
- Maximale : Bazarduzu Dagi, 4 485 m (41° 13′ 14″ N, 47° 51′ 28″ E)
- Minimale : Mer Caspienne, -28 m